# World Women’s Snooker Tour 2023/2024
World Women’s Snooker Tour 2023/2024 – seria turniejów snookerowych kobiet, organizowanych przez World Women’s Snooker, rozgrywanych między 11 sierpnia 2023 a 26 maja 2024.
Dwie zawodniczki otrzymały karty uprawniające do gry w zawodowym World Snooker Tour na sezony 2024/25 i 2025/26:
- Bai Yulu – mistrzyni świata 2024[2][3]
- Nutcharut Wongharuthai – najwyżej sklasyfikowana w rankingu[4]

## Kalendarz
Kalendarz zawodów:
| Daty       | Daty       | Gospodarz         | Turniej                 | Miejsce                                | Miasto   | Zwyciężczyni   | Finalistka     | Wynik | Przypisy      |
| ---------- | ---------- | ----------------- | ----------------------- | -------------------------------------- | -------- | -------------- | -------------- | ----- | ------------- |
| 2023-08-11 | 2023-08-13 | Stany Zjednoczone | US Women’s Open         | OX Billiards                           | Seattle  | Mink Nutcharut | Ng On Yee      | 4-2   | [ 6 ] [ 7 ]   |
| 2023-09-22 | 2023-09-24 | Anglia            | UK Women’s Championship | Northern Snooker Centre                | Leeds    | Reanne Evans   | Bai Yulu       | 4-1   | [ 8 ] [ 9 ]   |
| 2023-10-07 | 2023-10-10 | Australia         | Australian Women’s Open | Mt Pritchard & District Community Club | Sydney   | Ng On Yee      | Amee Kamani    | 4-1   | [ 10 ] [ 11 ] |
| 2023-11-17 | 2023-11-19 | Anglia            | Women’s Masters         | Frames Sports Bar                      | Coulsdon | Mary Talbot    | Jamie Hunter   | 4-3   | [ 12 ] [ 13 ] |
| 2024-01-19 | 2024-01-21 | Belgia            | Belgian Women’s Open    | The Trickshot                          | Brugia   | Mink Nutcharut | Ng On Yee      | 4-2   | [ 14 ] [ 15 ] |
| 2024-01-29 | 2024-02-02 | Albania           | Albanian Women’s Open   | Grand Blue Fafa Resort                 | Golem    | Ng On Yee      | Mink Nutcharut | 4-3   | [ 16 ] [ 17 ] |
| 2024-03-11 | 2024-03-17 | Chiny             | Mistrzostwa świata      | Changping Gymnasium                    | Dongguan | Bai Yulu       | Mink Nutcharut | 6-5   | [ 2 ] [ 3 ]   |
| 2024-05-24 | 2024-05-26 | Anglia            | British Women’s Open    | Landywood Snooker Club                 | Walsall  | Ng On Yee      | Mink Nutcharut | 4-1   | [ 18 ] [ 19 ] |

## Klasyfikacja na koniec sezonu
30 najwyżej sklasyfikowanych zawodniczek po zakończeniu sezonu:
| Pozycja | Zawodniczka              | Punkty |
| ------- | ------------------------ | ------ |
| 1.      | Mink Nutcharut           | 71 438 |
| 2.      | Ng On Yee                | 66 375 |
| 3.      | Reanne Evans             | 55 375 |
| 4.      | Rebecca Kenna            | 50 250 |
| 5.      | Jamie Hunter             | 39 813 |
| 6.      | Mary Talbot              | 34 950 |
| 7.      | Bai Yulu                 | 33 500 |
| 8.      | Baipat Siripaporn        | 33 163 |
| 9.      | Tessa Davidson           | 25 625 |
| 10.     | Emma Parker              | 24 550 |
| 11.     | Ploychompoo Laokiatphong | 21 875 |
| 12.     | Yee Ki Ho                | 18 175 |
| 13.     | Diana Schuler            | 17 800 |
| 14.     | Jasmine Bolsover         | 15 975 |
| 15.     | Stephanie Daughtery      | 15 400 |
| 16.     | Anupama Ramachandran     | 13 875 |
| 17.     | Amee Kamani              | 12 950 |
| 18.     | Jessica Woods            | 12 625 |
| 19.     | Sarah Dunn               | 12 225 |
| 20.     | Wendy Jans               | 11 500 |
| 21.     | Narantuya Bayarsaikhan   | 11 475 |
| 22.     | Lilly Meldrum            | 11 425 |
| 23.     | Kate Le Gallez           | 10 875 |
| 24.     | Sophie Nix               | 10 450 |
| 25.     | Zoe Killington           | 10 450 |
| 26.     | Louise Foster            | 10 000 |
| 27.     | Maria Catalano           | 9 875  |
| 28.     | Connie Stephens          | 9 850  |
| 29.     | Cheung Yee Ting          | 9 650  |
| 30.     | Laura Killington         | 9 600  |